# Svetlana Toma
Svetlana Toma, oroszul:  Светлана Андреевна Тома, Szvetlana Andrejevna Toma (Kisinyov, 1947. május 24. –) moldáv színésznő, aki 1966-ban debütált a Moldova Film stúdióban. Moldovában és Oroszországban dolgozott.
Irina Lachina színésznő édesanyja.
Toma széleskörű hírnevet szerzett, miután eljátszotta a A cigánytábor az égbe megy című film főszerepét, Emil Loteanu rendezésében, amely a színésznő számára hatalmas nemzetközi sikert hozott. A film jogait 112 ország vásárolta meg. Ezt a rekordot még mindig nem döntötték meg szovjet vagy orosz filmek.
A Toma művészi álnévnél általában az első szótagra helyezik a hangsúlyt. A színésznő azonban maga is felhívja a figyelmet arra, hogy eredetileg a második szótagra kell helyezni a hangsúlyt, mivel a név anyai dédanyjának vezetékneve volt, francia eredetű.

## Életrajza
A színésznő Szvetlana Andrejevna Fomicsjova néven született 1947-ben Kisinyovban. Apja Andrej V. Fomicsjov (eredetileg a lipecki járás Somovka Dobrinsky kerületének falujából) az "Igazság" nevű termelőszövetkezet elnöke volt a Bălți térségben. A zsidó anyja, Idesz Szaulovna Szuhaja (?–1987) 1930-ban Besszarábiában egy kommunista földalatti mozgalom (hírnök) tagja volt, Bertha, Sarah, Rebecca, Ada és Anna nővérekkel együtt az alagsorában betiltott irodalmi művekből álló gyűjteményt tartott. Szülei akkor találkoztak, amíg apja a kisinyovi mezőgazdasági intézetben tanult, ahol édesanyja akkor titkárként dolgozott.
Svetlana Toma a színész tanszéken tanult; az Orosz Állami Előadóművészeti Intézet tanfolyamán. Diplomáját a Musicescu nevét viselő Kisinyov Művészeti Intézetből szerezte. Számos moldovai filmben illetve később Emil Loteanu moldovai rendező filmjeiben is játszott. Nevezetes filmjei: "Vörös rétek" (1965), Lăutarii (1972), A cigánytábor az égbe megy (1976), Anna Pavlova (1983).
Az SZKP tagja 1978 óta.

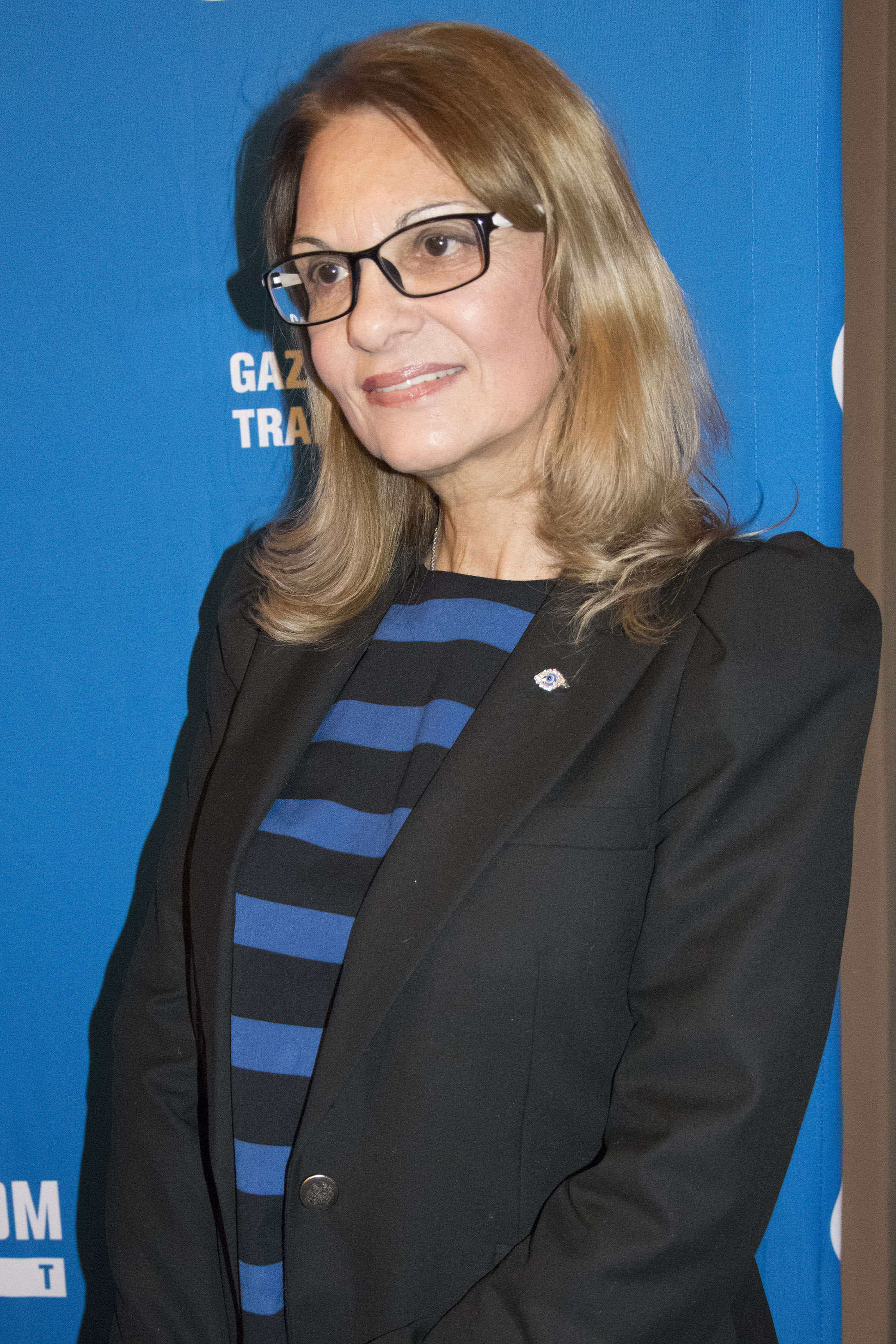
Svetlana Toma 2016-ban

Több híres rendező filmjeiben is játszott: Vlagyimir Vengerov – "Az élő holttest" (1969), Yan Frid – "Jámbor Márta" (1982), Pavel Csukráj – "Emberek az óceánban" (1979), Vlagyimir Baszov – "Hét kiáltás az óceánban" (1981), Valerij Ahadov – "Családi vállalkozás Gayurovyh" (1974), Rustam Ibragimbekov – "Szóló a bariton és a zenekar számára" (1977) és más filmek.
A 90-es években nagy koncertprogrammal lépett fel, valamint turnézott egy vándorszínházzal is.
1999-ben más művészekkel együtt részt vett Victor Merezhko és Eugene Bednenko zeneszerzők projektjében (címe: "A színház és a mozi csillagai énekelnek"), amiben ő retro dalokat adott elő. A projekt végeredménye egy koncert és egy CD volt, amelyet az Egyesült Államokban és a "Radio MPS"-en adtak ki.
Játszott a "Szeretet túszai" (N. Demchik, rendező: G. Shaposhnikov, HRC "Russart") című darabban.

## Magánélet és család
Szvetlana Tomának hosszú és összetett kapcsolata volt Emil Loteanuval és már együtt tervezték a házasságukat, de első férje mégis volt osztálytársa és színész Oleg Lachin (aki 1973 áprilisában egy balesetben halt meg 26 évesen) volt. Egy lányuk született 1972-ben, Irina Lachina.
Szvetlana lánya és unokája szintén a filmszakmában dolgozik. A lánya Irina Lachina színésznő, míg unokája Maria Budrina (1991-), filmrendező.
Második férje (2000-2005) dramaturg, Andrey Vishnevsky volt.

## Kitüntetések
Moldovai Népművész (2008), Az Orosz Föderáció Érdemes Művésze (2010)

## Érdekességek
- Szvetlana Toma vegetáriánus
- Utolsó projektje a Bednaya Nastya című orosz telenovella volt.
- 1993-ban a 7. Orosz Akadémia Moziművészeti Díjátadójának volt a műsorvezetője.

## Filmek
- A csodáló (1999)
- Budem Zhit (1995)
- Bluzhdayushchiye zvyozdy (1991)
- Igra v smert, ili postoronniy (1991)
- Dina (1990)
- Bez nadezhdy nadeyus (1989)
- Vdvoyom na grani vremeni (1989)
- Istoriya odnoy bilyardnoy komandi (1988)
- Zapadnya (1988)
- Chemi boshebi (1987)
- Dikiy veter (1986)
- Sem krikov v okeane (1986)
- Kak stat znamenitym (1984)
- Anna Pavlova (1983)
- Gmadlobt Ratili (1983)
- Kto stuchitsya v dver' ko mne (1982)
- Padeniye Kondora (1982)
- Tayna zapisnoy knizhki (1981)
- Lyudi v okeane (1980)
- U chertova logova (1980)
- Elodet mokavshires (1979)
- Ya khochu pet (1979)
- Vadászbaleset (1978)
- Podozritelnyy (1978)
- Bratyuzhka (1976)
- A cigánytábor az égbe megy (1975)
- Ekho goryachey doliny (1974)
- Dom dlya Serafima (1973)
- Lautarii (1971)
- Eto mgnovenie (1968)
- Zhivoy trup (1968)
- Krasnye polyany (1966)

## Televíziós műsorok
- Bednaya Nastya (2003) mint Sychikha
- Vorovka 2. Schastye na prokat (2002)
- Éves Orosz Akadémia Moziművészeti Díjátadója (1993) mint önmaga
- Luceafărul (1987) mint Veronica Micle
- Kapitan Fracasse (1984) mint Serafina
- Blagochestivaya Marta (1980)
- Sluchai na festivale (1976) mint Viorica

## Fordítás
Ez a szócikk részben vagy egészben  a   Svetlana Toma című angol Wikipédia-szócikk ezen változatának fordításán alapul.  Az eredeti cikk szerkesztőit annak laptörténete sorolja fel. Ez a jelzés csupán a megfogalmazás eredetét és a szerzői jogokat jelzi, nem szolgál a cikkben szereplő információk forrásmegjelöléseként.